# Xenochlorodes nubigena
Xenochlorodes nubigena là một loài bướm đêm trong họ Geometridae.